# Джарре
Джарре (італ. Giarre, сиц. Giarri) — муніципалітет в Італії, у регіоні Сицилія,  метрополійне місто Катанія.
Джарре розташоване на відстані близько 520 км на південний схід від Рима, 170 км на схід від Палермо, 26 км на північний схід від Катанії.
Населення — 27 672 особи (2014).

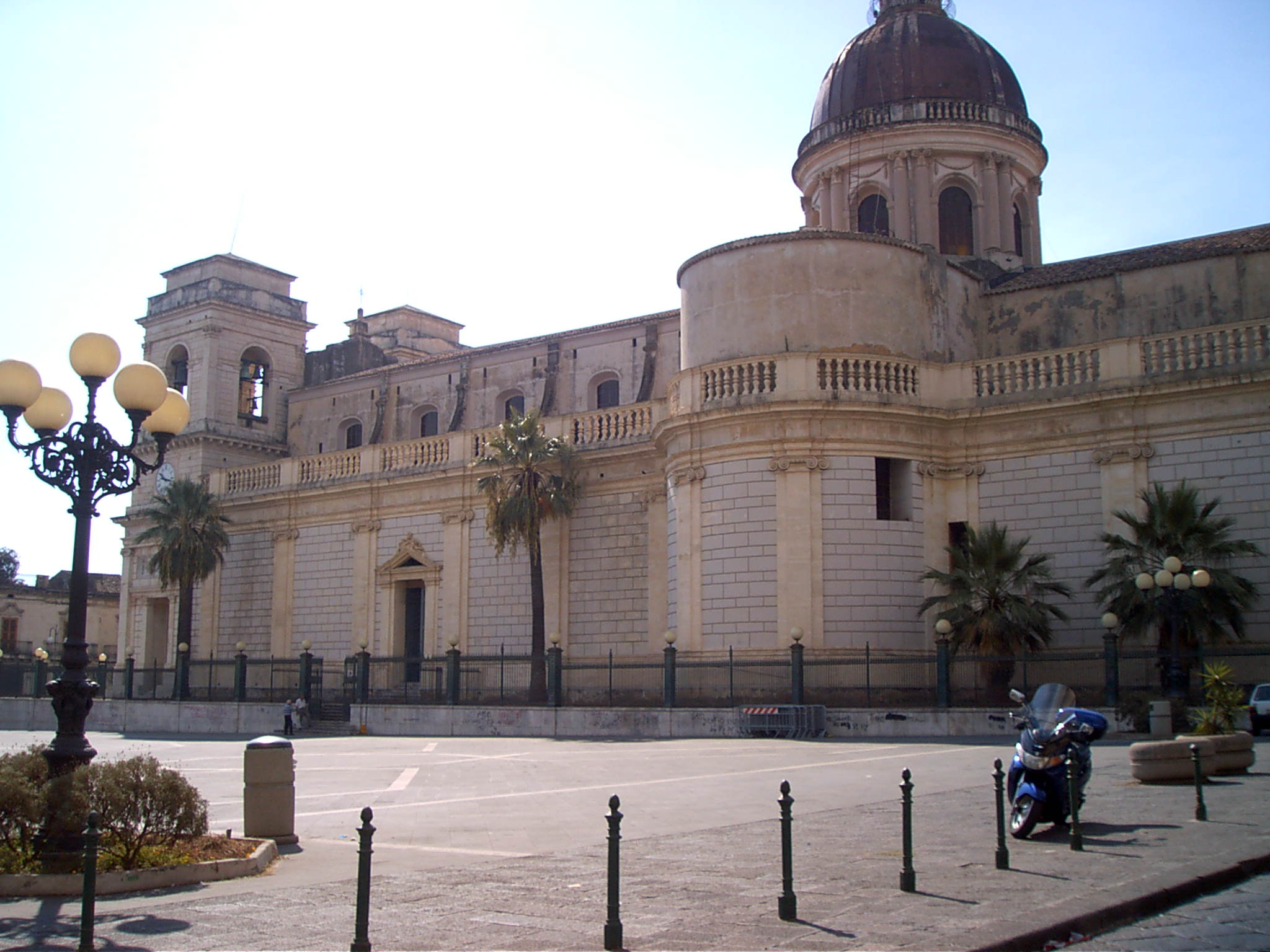
Piazza Duomo

Щорічний фестиваль відбувається 15 травня. Покровитель — Sant'Isidoro Agricola.

## Демографія
Населення за роками:

Станом на 1 січня 2023 року в муніципалітеті офіційно проживали 1272 іноземці з 71 країни, серед них 592 громадяни країн Євросоюзу та 26 громадян України.

## Сусідні муніципалітети
- Ачиреале
- Маскалі
- Міло
- Ріпосто
- Сант'Альфіо
- Санта-Венерина
- Цафферана-Етнеа